# 展穗膜稃草
展穗膜稃草（学名：Hymenachne patens）为禾本科膜稃草属下的一个种。种名patens意为伸展的。